# Единый государственный реестр юридических лиц
Еди́ный госуда́рственный рее́стр юриди́ческих ли́ц (акр. ЕГРЮЛ) — федеральный информационный ресурс, содержащий общие систематизированные сведения о юридических лицах на территории Российской Федерации.
Ведение реестра осуществляется Федеральной налоговой службой России через территориальные органы.

## Содержание реестра
Реестр содержит:
- записи о полном и (если имеется) сокращенном наименовании, фирменном наименовании для КО на русском языке и (если имеется) на иностранном языке;
- запись об организационно-правовой форме;
- записи о юридическом адресе;
- записи об учредителях или участниках юридического лица;
- запись о размере уставного капитала;
- запись о лице, имеющем право без доверенности действовать от имени юридического лица;
- записи об имеющихся лицензиях;
- записи о филиалах и представительствах;
- записи о государственной регистрации при создании, реорганизации, ликвидации юридических лиц;
- записи о государственной регистрации изменений, вносимых в учредительные документы юридических лиц;
- записи об изменении сведений, содержащихся в государственном реестре, в том числе в связи с ошибками, допущенными регистрирующим органом;
- документы, представленные в регистрирующий орган.

## Порядок ведения реестра и доступа к данным
Записи в ЕГРЮЛ осуществляются в хронологическом порядке. Каждой записи соответствует государственный регистрационный номер (ГРН). В отношении каждого юридического лица номер первой записи в ЕГРЮЛ является основным государственным регистрационным номером (ОГРН).
Реестр ведётся на бумажных и электронных носителях. При несоответствии между записями на бумажных носителях и электронных носителях приоритет имеют записи на бумажных носителях.
За исключением некоторых персональных данных о физических лицах сведения и документы, содержащиеся в ЕГРЮЛ, являются открытыми и общедоступными.
По запросу заинтересованного лица регистрирующий орган обязан предоставить сведения и документы, содержащиеся в ЕГРЮЛ, в виде:
- выписки из государственного реестра;
- копии документа (документов), содержащегося в государственном реестре;
- справки об отсутствии запрашиваемой информации.

Выписка из реестра предоставляется не позднее 5 дней с момента получения соответствующего запроса по форме, установленной законодательством.
Органам государственной власти и юридическому лицу о нём выписка из ЕГРЮЛ предоставляется бесплатно, другим лицам — за плату.
Выписка из ЕГРЮЛ может быть необходима для совершения определённых юридически значимых действий. Информацию из реестра можно также получить в открытом доступе через сеть Интернет. Такая информация не имеет юридической силы надлежаще оформленной выписки. Выписка из ЕГРЮЛ, полученная с помощью функционала официального интернет-сайта ФНС России, имеет юридическую силу и равнозначна выписке на бумажном носителе, подписанной собственноручной подписью должностного лица налогового органа и заверенной печатью.

## Данные реестра о юридическом лице
- полное и сокращённое наименование на русском языке;
- организационно-правовая форма;
- место нахождения постоянно действующего исполнительного органа юридического лица (лица, выполняющего его функции);
- способ образования;
- сведения об учредителях (участниках);
- в отношении акционерных обществ — сведения о держателях реестров их акционеров;
- в отношении обществ с ограниченной ответственностью — сведения о размерах и номинальной стоимости долей в уставном капитале общества, принадлежащих обществу и его участникам, о передаче долей или частей долей в залог или об ином их обременении, сведения о лице, осуществляющем управление долей, переходящей в порядке наследования;
- подлинники или засвидетельствованные в нотариальном порядке копии учредительных документов;
- сведения о правопреемстве — для юридических лиц, созданных в результате реорганизации иных юридических лиц, для юридических лиц, в учредительные документы которых вносятся изменения в связи с реорганизацией, а также для юридических лиц, прекративших свою деятельность в результате реорганизации;
- дата регистрации изменений, внесённых в учредительные документы, или, в случаях, установленных законом, дата получения регистрирующим органом уведомления об изменениях, внесённых в учредительные документы;
- способ прекращения деятельности;
- сведения о нахождении в процессе ликвидации;
- размер указанного в учредительных документах коммерческой организации уставного капитала;
- данные лица, имеющего право без доверенности действовать от имени юридического лица;
- сведения о филиалах и представительствах;
- идентификационный номер налогоплательщика, код причины и дата постановки на учет в налоговом органе;
- номер и дата регистрации в качестве страхователя:
  - в территориальном органе Пенсионного фонда Российской Федерации;
  - в исполнительном органе Фонда социального страхования Российской Федерации;
- сведения о нахождении в процессе реорганизации;
- сведения о том, что юридическое лицо, являющееся хозяйственным обществом, находится в процессе уменьшения его уставного капитала.

## Корпоративные реестры других государств
- Companies House[англ.] — Великобритания;
- Handelsregister[нем.] — Германия;
- Krajowy Rejestr Sądowy[пол.] — Польша;
- Єдиний державний реєстр юридичних осіб та фізичних осіб-підприємців[укр.] — Украина.